# Guappo

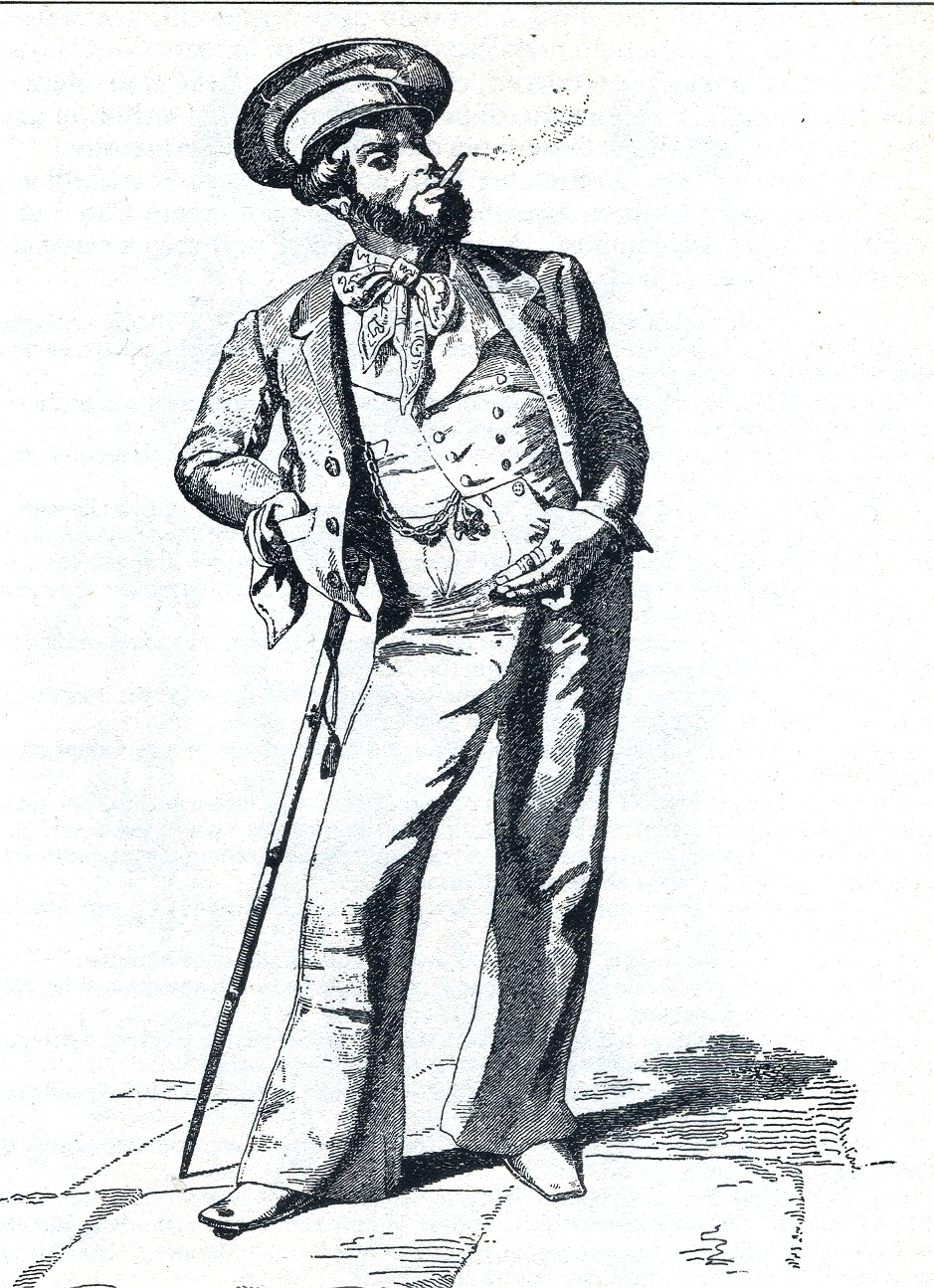
Disegno di un guappo di Giuseppe Palizzi, 1866.

Il guappo è una figura tipica della cultura napoletana.

## Etimologia
Il termine è di etimologia incerta e deriva quasi sicuramente dallo spagnolo "guapo"  (it.: bello), che tra altre accezioni significa anche “uomo rissoso e millantatore”. Di fatto, in spagnolo la parola proviene dal latino “vappa” (in senso figurato - degenerato, uomo buono a nulla, cattivo soggetto, pelandrone). 
Il termine avrebbe ispirato anche la nascita della parola Wop, utilizzata nei paesi anglosassoni ed in particolare negli Stati Uniti d'America stante ad indicare gli italiani con accezione dispregiativa.

## Storia
La figura del guappo è contrapposta a quella del camorrista, dedito allo sfruttamento organizzato e costante della prostituzione, alla gestione del gioco d'azzardo e ai traffici criminali.
Alla fine degli anni sessanta del XX secolo la figura del guappo tende a scomparire quando si assiste al passaggio da una camorra di tipo rurale a forme associazionistiche organizzate sul modello di cosa nostra.

## Caratteristiche
Il guappo si è sempre distinto per l'abbigliamento curato ed eccessivo, una postura particolare tesa all'ostentazione di se stesso e una cura puntigliosa del proprio fisico e del proprio volto. Il guappo si poteva distinguere in "semplice" o "signorile" a seconda degli abiti indossati: il primo preferiva abiti stravaganti e ostentativi mentre il secondo amava vestirsi con abiti delle migliori sartorie di Napoli. 
Il guappo era anche considerato l'eroe del quartiere, colui che proteggeva ed aiutava i bisognosi, che occasionalmente fungeva da pizzardone. Una figura alla stregua di un capo, abile nel duello e soprattutto - ed ironicamente, incoerentemente - nemico dei bulli.
Nella cultura odierna l'accezione guappo ha assunto un significato diverso. Infatti si riferisce a quella categoria di individui che si distinguono nell'abbigliamento e nelle doti fisiche e che spesso, da bulli, si prendono gioco dei loro coetanei.

## Il ruolo sociale
Egli rappresenta l'immagine dell'uomo d'onore gentiluomo e romantico, pronto a dirimere le controversie tra le persone e a convincere i giovanotti che avevano messo incinta qualche ragazza a mettere la testa a posto e a sposarla.
Gli introiti e il rispetto derivavano al guappo per la sua pratica di proteggere gli abitanti di un quartiere dai soprusi commessi dai delinquenti della zona o delle zone limitrofe.
Solo in seguito questa figura, così simbolica e potente, perderà peso dinnanzi alle organizzazioni malavitose sempre più numerose, come la camorra, sino a diventarne parte, arrivando a prestare soldi ad interesse (usura) e a volte per procurare prostitute d'alto bordo a persone rispettabili della città.

## Figure celebri
Figure celebri di guappi sono Nicola Capuano, Salvatore De Crescenzo detto Tore 'e Criscienzo, Ciccio Capuccio, Carmine Spavone detto O Malommo, Antonio Spavone anch'egli detto O Malommo o Guappo gentiluomo, Alfredo Maisto, Vittorio Nappi, Alfonso Tortora, detto "’a valigia", e Pasquale Simonetti detto Pascalone 'e Nola, marito della celebre Assunta Maresca detta Pupetta.

## Il guappo nell'arte
Il personaggio del guappo è stato celebrato per decenni nella sceneggiata napoletana, di cui il guappo è quasi sempre uno dei personaggi principali, presente in molte pellicole come nel famoso L'oro di Napoli (1954, regia di Vittorio De Sica, episodio: Il guappo) tratto dall'omonimo libro di Giuseppe Marotta e I Guappi di Pasquale Squitieri (1974), nonché in celebri canzoni napoletane come Guapparia di Libero Bovio e Rodolfo Falvo, ne hanno scritto in poesia Ferdinando Russo e in prosa Matilde Serao ed è spesso al centro dei testi di Raffaele Viviani. 
Altra figura evoluta di guappo è quella che Eduardo De Filippo raffigura in Il sindaco del rione Sanità.
Pasqualino Settebellezze è il guappo protagonista dell'omonimo film di Lina Wertmüller.